# Выборы в Совет Безопасности ООН (1998)
Выборы в Совет безопасности ООН прошли 8 октября 1998 года на 53 ГА ООН в Штаб-квартире ООН.
Новыми непостоянными членами Совета безопасности ООН на 2 года избраны Намибия, Малайзия, Аргентина, Канада и Нидерланды. Свою работу в Совбезе они начали с 1 января 1999 года. Греция также претендовавшая на место в Совете Безопасности, не получила нужного количества голосов.

## Географическое распределение
В соответствии с Генеральной Ассамблеей правила географического распределения из непостоянных членов Совета Безопасности, а также сложившейся практикой, члены избирались следующим образом: один из Африки, один из Азии, один из стран Латинской Америки и Карибского бассейна, и два из Западной Европы и других государств.

## Кандидаты
В общей сложности существовало пять кандидатов на пять мест. Ни одна кандидатура не была оспорена.